# Walter Model
Otto Moritz Walter Model (24 tháng 1 năm 1891 - 21 tháng 4 năm 1945) là một thống chế của quân đội Đức Quốc xã trong Chiến tranh thế giới thứ hai. Model nổi tiếng là tướng giỏi về chiến thuật phòng thủ, mặc dù ở thời kỳ đầu của Thế chiến, ông là một chỉ huy lực lượng thiết giáp.
Model được Hitler biết đến từ trước cuộc chiến nhưng mãi đến năm 1942 mới được trọng dụng. Hitler ngưỡng mộ tác phong chiến đấu và bản lĩnh lì lợm của Model, xem ông là nhà chỉ huy quân sự giỏi nhất, và nhiều lần gởi Model đến cứu vãn những chiến cuộc khó khăn. Nhưng khi Model thua trận Ardennes vào đoạn cuối cuộc chiến, Hitler không tin tưởng ông nữa.
Model tự sát trong lúc bị quân Đồng Minh vây đánh trong vùng Ruhr.
Tuy thường được nhắc đến là người thận trọng và chỉ huy có tài, Model bị phê bình là đòi hỏi quá nhiều và quá nhanh, thuộc cấp và binh sĩ dưới quyền Model thường phải chịu đựng những đòi hỏi quái gở, bất nhất và khó thực hiện. Mặt khác, dù thường bị ghét bởi các sĩ quan tham mưu, nhưng Model lại được binh lính mến mộ nhờ có phong cách bình dân, gần gũi

## Trước Thế chiến II
Khó có thể kiểm chứng thông tin về cuộc đời niên thiếu của Model vì ông đã đốt sạch giấy tờ và chứng thư cá nhân trong những ngày sau cùng. Model sinh ra tại Genthin, Sachsen, con của một thầy dạy nhạc, giai cấp hạ-trung lưu, không thuộc dòng dõi nhà lính. Năm 1908 Model theo học trường dự bị quân đội (Kriegsschule) tại Nysa Ba Lan. Ông học rất giỏi và năm 1910 được trao chức trung úy theo Trung đoàn 52 Lục quân von Alvensleben. Bạn bè nể quý Model vì tính tình thẳng thắn nhưng háo thắng. Những đặc điểm cá nhân này làm Model nổi bật trong suốt binh nghiệp của ông.

### Thế chiến I

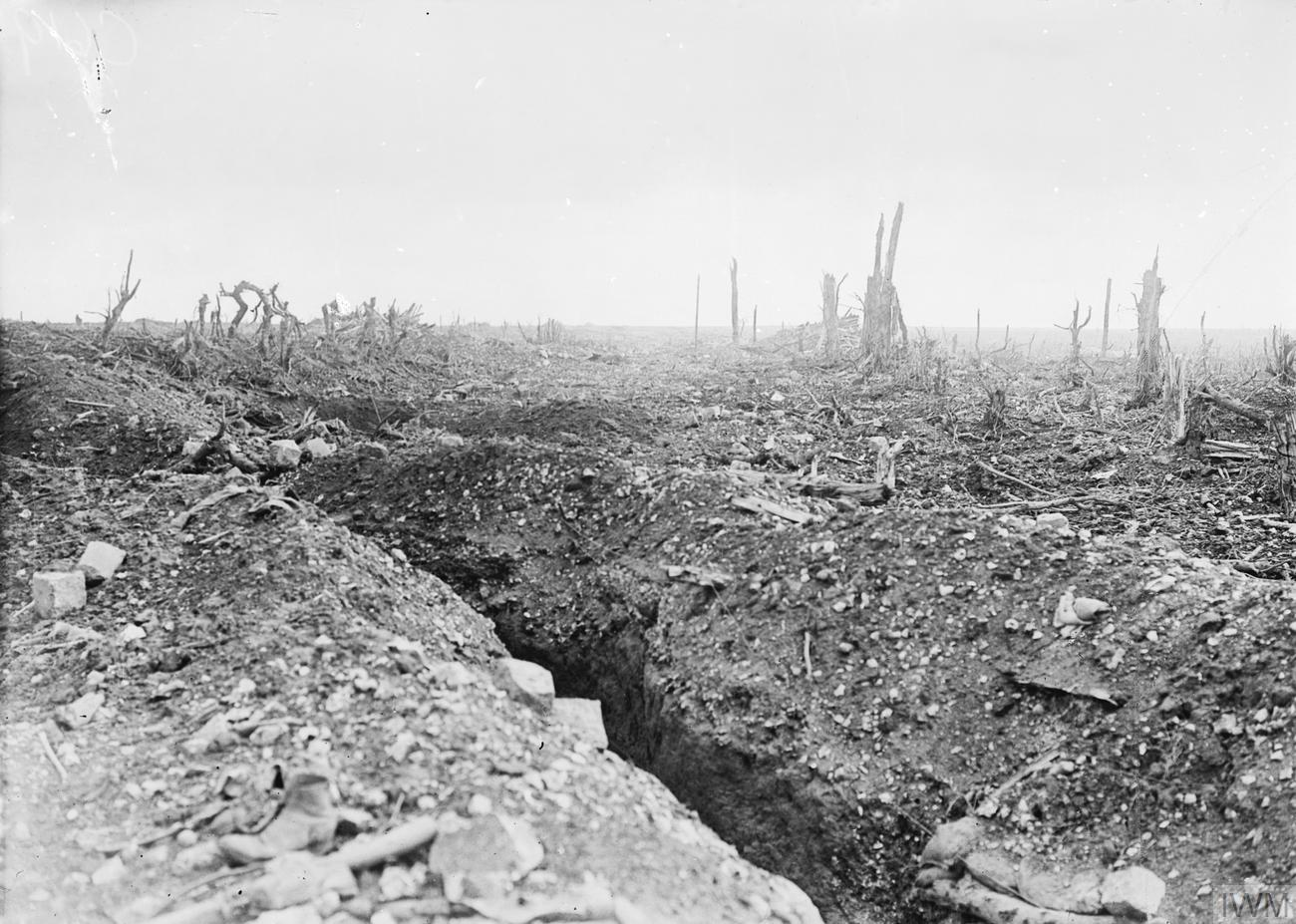
Chiến hào khu Tử địa, Thế chiến I.

Khi Chiến tranh thế giới thứ nhất bùng nổ, Walter Model lãnh chức phó chỉ huy Lữ đoàn 1, Trung đoàn 52 Lục quân chiến đấu dưới chỉ huy của Sư đoàn 5 tại Mặt trận phía Tây. Tháng 5 năm 1915 ông bị trọng thương trong cuộc chạm súng gần Arras và được lãnh huân chương hạng nhất Thập tự sắt. Chỉ huy trưởng của Model rất khâm phục bản lĩnh của ông và đề cử ông về huấn luyện thêm trong bộ tư lệnh quân đội Đức. Vì thế Model chỉ tham chiến trong phần đầu của trận Verdun và không có mặt khi đồng đội ông bị đánh tơi bời trong trận đánh tàn khốc ở Somme.
Sau khi hoàn tất khóa huấn luyện, Walter Model trở lại chiến trường, lãnh chức chỉ huy phó Lữ đoàn 10 lục quân, sau đó lên chức chỉ huy trưởng Đại đội và Lữ đoàn 8. Tháng 11 năm 1917 Model lên chức đại úy, và năm 1918 ông được chuyển về Sư đoàn vệ binh Ersatz trong cuộc tổng phản công mùa xuân. Đến cuối cuộc chiến, Model trực thuộc Sư đoàn 36 Dự bị Đức.

### Giữa hai cuộc thế chiến
Sau Thế chiến I Model nổi tiếng là một sĩ quan có khả năng chỉ huy. Ông lại quen biết với tư lệnh quân đội Hans von Seeckt và được sư đoàn trưởng Sư đoàn 36 Dự bị là Franz von Rantau đề cử. Nhờ đó, khi quân đội Đức bị buộc cắt giảm quân số, Model là một trong 4000 sĩ quan được cho tại chức. Trong thời Cộng hòa Weimar Model tránh xa hoạt động chính trị trong nước Đức lúc nhiễu nhương. Tuy nhiên ông có tham gia chiến dịch thanh trừng đẫm máu các cuộc nổi dậy của công nhân cộng sản trong vùng kỹ nghệ Ruhr năm 1920.
Model cưới vợ tên Herta Huyssen và có ba con: Christa, Hella và Hansgeorg. Ông ghét bàn chuyện chiến tranh quân sự với vợ con.
Năm 1921 Model được cử đến Sư đoàn 3 Lục quân, một đơn vị xuất sắc và chuyên về phát triển kỹ thuật quân sự của quân đội Đức đương thời. Năm 1928 ông là giảng sư cho khóa huấn luyện chỉ huy trung ương và đến năm 1930 về làm cho phòng huấn luyện quân đội Đức.
Model được biết đến nhiều vì ông luôn ủng hộ hiện đại hóa chiến tranh và tính tình cộc lốc bất lịch sự. Năm 1938 Model lên chức trung tướng. Cùng năm, ông cho quân lính của mình đem súng pháo Mörser 21 ly ra bắn thử vào tường phòng thủ tập trận của Tiệp Khắc. Hành động ngang ngược này làm Hitler không mấy hài lòng. Model ủng hộ chính sách quốc xã và qua thời gian làm việc tại Berlin ông tạo liên hệ mật thiết với các nhân vật cao cấp trong chính phủ Hitler, trong đó có Goebbels và Speer.

## Chiến tranh thế giới thứ hai

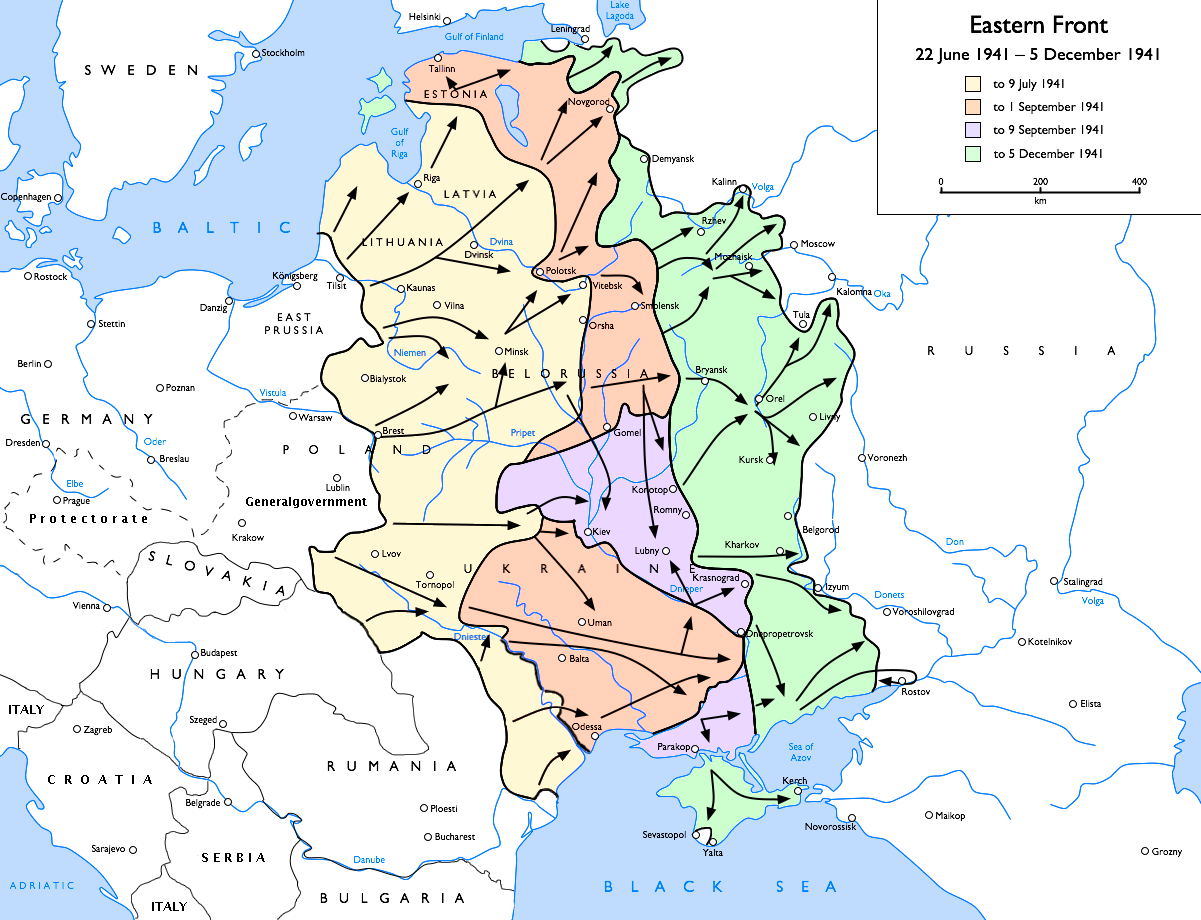
Bản đồ Chiến dịch Barbarossa, Tháng 6 - 12 năm 1941.

Trong năm đầu của Chiến tranh thế giới thứ hai Model làm tham mưu Quân đoàn IV trong cuộc tấn công Ba Lan, sau đó sang Tập đoàn quân 16 trong trận chiến nước Pháp. Tháng 4 năm 1940, ông thăng chức trung tướng và đến tháng 11 được trao quyền chỉ huy một đơn vị trọng yếu là Sư đoàn 3 Panzer (Thiết giáp). Lập tức Model bất chấp phép tắc và nội quy, chỉ huy quân lính theo ý riêng, làm rối trí các sĩ quan tham mưu phải chạy theo sau chấn chỉnh những sai trái của ông. Model còn cho quân lính thao diễn loạn xạ, bất chấp binh chủng hay đơn vị. Xe tăng thao diễn với lính bộ, công binh tập dợt với lính trinh sát, v.v... Có thể Model biết trước quân Đức sẽ phải dùng lực lượng tác chiến đặc biệt trong các chiến trường của Thế chiến II. Tuy nhiên những cuộc tập dợt thiếu quy tắc này không được phổ biến trong quân Đức cho đến cuối năm 1940 - đầu năm 1941.

### Tấn công Liên Xô
Trong Chiến dịch Barbarossa, sư đoàn 3 thiết giáp thuộc Cụm tập đoàn quân Thiết giáp II dưới quyền chỉ huy của Heinz Guderian. Ngày 22 tháng 6 năm 1941, Guderian xua quân thiết giáp tiến thật nhanh sang tấn công Liên Xô. Model phấn khởi tuân lệnh và mới đến ngày 4 tháng 7 đơn vị của ông đã kéo đến tận sông Dnieper. Qua chiến công này, Model được trao huân chương Thập tự sắt. Tuy nhiên kéo sang sông không phải dễ vì Hồng quân Liên Xô đã tiến ra phòng thủ bên kia bờ sông. Tập đoàn quân 21 Liên Xô đánh bật đợt tấn công đần tiên của Sư đoàn 3 Panzer. Đến ngày 10 tháng 7 khi có đủ tiếp viện, Model mới đủ tư thế kéo sang sông. Ông chia quân làm 3 nhóm: nhóm thứ nhất là bộ binh cơ giới hoá vượt sông chiếm đầu cầu, sau đó nhóm thứ hai là xe tăng băng qua cầu kéo sang dưới yểm trợ của nhóm thứ ba là toàn bộ pháo binh. Chiến thuật này thành công mỹ mãn, quân Đức sang được sông Dnieper với tổn thất rất nhỏ.
Hai tuần lễ tiếp theo là cuộc chiến đầu cam go, giữ an ninh cho hai hông sườn của đội quân. Model được cho tăng cường thêm Sư đoàn 1 Kỵ binh, phối hợp với Sư đoàn 3 Panzer tạo thành Nhóm quân Model và mở cuộc tấn công quân Liên Xô đang tập hợp gần Roslavl.
Sau khi Smolensk thất thủ, Hitler ra lệnh cho Guderian tấn công phía nam vào Ukraina với mục đích chiến lược là bao vây quân Liên Xô tại Kiev. Sư đoàn 3 Panzer của Model được lệnh dẫn đầu mũi dùi trong cuộc hành quân thiếu yểm trợ dài 275 km. Từ ngày 24 tháng 8 đến ngày 14 tháng 9 Model kéo quân thần tốc, bọc hậu quân đội Liên Xô, tạo được liên kết với Sư đoàn 16 Panzer tại Lokhvitsa và hoành thành vòng vây Kiev.
Trong giai đoạn đầu của Chiến dịch Barbarossa, Model xua quân mạnh bạo, đạt tốc độ hành quân rất nhanh, đáp ứng được chỉ tiêu của Guderian. Ông chứng tỏ bản tính táo bạo, có một lúc ông tấn công khi chỉ còn 10 chiếc xe tăng. Nhờ khả năng dùng quân can đảm táo bạo như thế mà Model được cấp trên ban thưởng rất hậu.

### Trước cuộc tấn công Moskva
Quân Đức mở cuộc tấn công Moskva ngày 2 tháng 10 năm 1941. Ngày 28 tháng 10 Model được thăng chức Tướng Thiết giáp và ngày 14 tháng 11 được cử đến chỉ huy Quân đoàn XLI Panzer đang đóng quân tại Kalinin cách Moskva 160 km phía tây bắc. Khí hậu mùa đông xứ Nga rét mướt lúc này đang làm quân Đức chùn chân. Nhưng sự hiện diện của Model làm tăng nhuệ khí quân đội. Ông tham quan mặt trận, ra sức động viên tinh thần tướng sĩ. Model còn bác bỏ các thủ tục giấy tờ rườm rà, làm sĩ quan phòng tham mưu của ông luôn luôn bối rối. Đến ngày 5 tháng 12 quân của Model kéo đến Iohnca, chỉ cách thủ phủ Moskva 35 km thì phải dừng lại vì cơn lạnh của mùa đông quá khủng khiếp. Súng ống, đạn dược, xe cộ đều đông cứng không hoạt động được.
Ngay lúc này, quân Liên Xô mở cuộc tổng phản công, ồ ạt kéo ra đánh phá, đẩy lùi quân Đức ra khỏi Moskva. Model được lệnh kiểm soát cuộc rút quân về tuyến phòng thủ dọc sông Lama. Ông nhiều lần rút súng cầm tay ra lệnh cho binh lính giữ vững đội ngũ. Nhờ bản lĩnh chỉ huy thông minh và cứng rắn của ông mà cuộc rút quân của quân đội Đức không bị rối loạn.
Trong cuộc lui quân, Model để ý thấy quân Liên Xô tấn công theo chiến thuật biển người nhưng lại yếu về chiến lược: luôn tấn công từng đợt vào trọng điểm của quân Đức thay vì tấn công dọc theo đội hình. Ông cũng dò biết khả năng di chuyển của hậu quân Liên Xô còn rất yếu, không thể đưa số quân lớn nhanh đến đánh những kẽ hở của đội hình quân Đức. Do đó ông cho phân tán đội hình, và dùng các toán cơ giới và pháo binh hùng hậu đề phòng những khi quân Liên Xô đánh vào các kẽ hở. Mặc dầu có tốn kém, chiến thuật này đạt thành công và quân Đức dần dần giữ được chiến tuyến. Model sử dụng chiến thuật này trong suốt binh nghiệp của mình.

### Rzhev
Sau khi chứng tỏ khả năng hành quân của mình sau trận Moskva, Model được cử đến chỉ huy Tập đoàn quân 9 đang đồn quân trong lòng địch tại Rzhev. Model qua mặt 15 sĩ quan cao cấp hơn mình để nhận nhiệm vụ này. Tuy ông ghét làm lính văn phòng tham mưu, Model vẫn được xem là tướng đánh trận giỏi và là nhà tham mưu đầy kinh nghiệm chỉ huy - cấp quân đoàn hay tập đoàn quân.
Một giai thoại về Model khi ông đến phòng tham mưu Sychevka ngày 18 tháng 1năm 1942. Không hỏi han gì ai, Model đi thẳng đến bản đồ quân sự, vừa lau kiếng mắt đơn vừa quan sát tình hình chiến sự, sau đó ông thốt lên: tình hình thật là "rối ren". Khi thiếu tá Blaurock báo cáo về kế hoạch hiện tại để đẩy lui quân Liên Xô ra xa đường rầy xe lửa, Model liền đòi hỏi phải lập kế hoạch phản công, đập ngang hông đội quân Liên Xô và tóm gọn ngay chỗ hiểm yếu. Blaurock kinh ngạc hỏi rằng: "Thưa tướng quân, ông đem theo cái gì để làm nổi cái chiến dịch ông bày ra đây?" Model nhìn viên tham mưu và nghiêm mặt nói: "Tôi đem chính tôi đến đây này!" rồi phá lên cười..
Trước khi Model sang lãnh chức chỉ huy Tập đoàn quân 9, ông có họp với Hitler và tham mưu trưởng Halder. Hai người này thán phục đầu óc chỉ huy của Model, tin tưởng rằng ông sẽ khôi phục được tình hình của quân Đức ở mặt trận phía đông. Khi thấy Model hăng hái nhận lãnh trách nhiệm trở về chiến trận, Hitler nói với Halder: "Ông có nhìn thấy con mắt ông ta không? Tôi tin ông ta sẽ hoàn thành nhiệm vụ, nhưng tôi sẽ không muốn làm sĩ quan dưới tay ông ta."
Model sang đến chiến trường thì thấy đơn vị mình sắp chỉ huy đang lâm vào tình thế nguy kịch. Phương diện quân Kalinin của Liên Xô vừa đánh thủng tuyến phòng thủ và hăm dọa chiếm được tuyến đường xe lửa Moskva-Smolensk, đường tiếp vận duy nhất của Cụm tập đoàn quân Trung tâm của Đức Quốc xã. Tuy trong thế nguy, Model nhận thấy địch quân cũng đang bị trở ngại và nhân đó mở cuộc phản công bất ngờ, đánh vỡ đội hình của Tập đoàn quân 39 Xô Viết. Tiếp theo là các trận đánh gay go, Model đẩy lui nhiều đợt tấn công của Liên Xô, cứu được các đội quân Đức bị bao vây. Trận đánh kéo dài cho đến tháng 2. Model sau đó từ từ đem được quân đội của mình ra khỏi thế nguy, qua nhiều cuộc hành quân tinh tế trong tháng 7. Qua thành quả này Model được tặng huân chương Thập tự sắt có lá sồi và thăng lên chức Đại tướng.
Sau khi chấn chỉnh hàng ngũ Tập đoàn quân 9, Model bắt đầu chuẩn bị cuộc phòng thủ. Phương pháp phòng thủ của Model sử dụng lý thuyết quân sự thông dụng cộng thêm những sáng kiến của riêng mình, gồm có:
- Cập nhật tình báo - nguồn từ mặt trận và các đội trinh sát, thám thính đưa về hậu quân.
- Chiến tuyến phải liên tục, không cần biết cứ điểm nào mỏng hay dày. Điều này trái ngược với lý thuyết phòng thủ cổ điển (gồm các cứ điểm tiền quân cách xa nhau phía trước, và hậu quân đóng nhiều hơn ở xa phía sau).
- Chiến thuật dùng các toán quân dự bị có khả năng chạy đến tăng cường điểm yếu phòng khi địch quân đánh vào. Thí dụ lực lượng xe tăng được phân tán để yểm trợ lục quân khi cần thiết (thay vì tập trung thành một nhóm quá lớn không thể vận chuyển nhanh ra khắp chiến tuyến).
- Pháo binh tập trung vào một nơi sẵn sàng yểm trợ với hỏa lực cực mạnh để dập tắt từng mũi dùi tấn công của địch quân. Trước đó, pháo binh thường được phân tán khắp chiến tuyến và do đó không thể dồn hết hỏa lực vào một nơi.
- Xây dựng các tường thành gồm nhiều hàng song song để chặn đường tiến của địch quân. Hitler cấm không cho xây các loạt tường này vì e ngại quân lính sẽ dễ nản chí bỏ chạy về bức tường sau mỗi khi bị địch quân tấn công. Nhưng Model không nghe lệnh trên, cứ cho xây các thành lũy như thế.

Với phương pháp phòng thủ này, Model giữ được vị trí quân mình trong hai năm 1942 - 1943, ông còn phải chia bớt quân đi tiếp viện các đơn vị khác ở chiến trường phía nam. Trong thời gian này, quân của Model đánh bại nhiều đợt tấn công của lực lượng Xô-Viết, trong đó có Chiến dịch Hỏa Tinh. Theo Nguyên soái Liên Xô Georgy Zhukov thất bại của Chiến dịch Hỏa Tinh là thất bại nặng nề nhất của Hồng quân Liên Xô trong cuộc thế chiến. Model từ đó có biệt hiệu Sư tử Phòng thủ.
Tháng 3 năm 1943, Tập đoàn quân 9 mở Chiến dịch Con Trâu (Büffel) và rút ra khỏi vòng đai chiến tuyến của Liên Xô. Bộ tổng tư lệnh Đức lúc này muốn thay đổi chiến lược để thâu ngắn chiến tuyến phía đông của Đức. Trước khi lui quân, Model cho lùng bắt và tàn sát lực lượng kháng chiến trong vùng. Gần 3000 người Nga bị giết, phần lớn không có vũ khí. Sau hai tuần lễ, quân Đức gồm 300.000 lính và dân chúng đi theo, 100 xe tăng, 400 ổ pháo, rút khỏi vị trí và không bị hao tổn gì nhiều. Trên đường lui quân, Model dùng chính sách tiêu thổ, ra lệnh cho đốt phá ít nhất hai thôn làng, phá hoại nhà cửa, hãng xưởng, bỏ thuốc độc vào các giếng nước, và lùng bắt hết đàn ông con trai trong vùng. Sau đó, ông được tăng huân chương Thập tự sắt có hai cây kiếm. Tập đoàn quân 9 được đưa về đóng quân tại Oryol.

### Kursk và Orel
Các tướng lãnh quân Đức lúc này đang tranh cãi về kế hoạch của chiến dịch Citadel. Günther von Kluge (Cụm tập đoàn quân trung Tâm) và Erich von Manstein (Cụm tập đoàn quân Nam) trước đó đã khuyên bộ tư lệnh nên tấn công mũi dùi Liên Xô vào tháng 5, khi quân Liên Xô chưa kịp thiết lập phòng thủ. Heinz Guderian và nhiều tướng khác thì muốn ngồi yên chờ quân Liên Xô tấn công trước rồi sẽ phản công đánh bại. Model cũng e ngại chiến lược tấn công trước, vì theo nhận định của ông thì quân Liên Xô (Phương diện quân Xô Viết Trung tâm) của Konstantin Rokossovsky đã đào hào đắp lũy vững chắc với số lính, số xe tăng và hỏa lực gấp hai lần quân Đức. Ông đưa ý kiến trì hoãn cuộc tấn công để chờ tiếp vận, nhất là loại xe tăng Panther và pháo chống tăng Elefant.
Không ai biết rõ Model theo phe nào. Manstein thì cho rằng ông muốn tấn công nhưng chỉ chờ tiếp vận. Guderian thì nhật định rằng Model không muốn tấn công, chỉ lấy cớ chờ tiếp vận. Một số thì cho rằng Model có thể không muốn tấn công nên hy vọng tiếp vận đến trễ để quân Liên Xô ra tay trước.
Ngày 5 tháng 7 năm 1943 Model dẫn quân về phía bắc đến đánh Kursk và gặp phải lực lượng phòng thủ Liên Xô rất hùng hậu. Model quyết định đem bộ binh tấn công chớp nhoáng để mở đường cho thiết giáp tiến vào. Nhưng kế hoạch này thất bại. Bộ binh Đức bị thiệt hại nặng nề, và trong 7 ngày chỉ tiến được 12 cây số. Model cố xua thiết giáp vào trận địa nhưng chẳng thay đổi được tình thế mà lại chịu thêm tổn thất. Rokossovsky đã dự tính đúng và tập trung toàn lực của mình đánh Model.
Trước khi tấn công Kursk, Model cho thiết lập các tường phòng thủ đề phòng trường hợp quân Liên Xô tràn ra đánh vào mũi nhọn ở Orel. Đúng như ông dự tính, khi quân Model bị chận đứng, quân Liên Xô liền mở cuộc tấn công ngày 12 tháng 7. Lực lượng Liên Xô rất lớn, gồm Phương diện quân Trung tâm (Rokossovsky), Phương diện quân Bryansk và Phương diện quân Tây, với hy vọng đánh tan quân Đức làm 3 mảnh trong 48 tiếng. Thống chế von Kluge đưa Cụm tập đoàn quân 2 Panzer đến tăng cường cho Model. Cuộc chiến đấu kéo dài 3 tuần lễ. Quân Đức chịu tổn thất rất nặng: từ ngày 1 đến 10 tháng 7, 21.000 lính bị thương hay chết, từ ngày 11 đến 3 tháng 7, 62.000 lính bị thương hay chết. Nhưng Model không bị chỉ trích vì công trạng thâu ngắn được chiến tuyến và đơn vị ông chỉ huy không bị tan rã. Ngoài ra Model còn gây thiệt hại đáng kể cho quân Liên Xô.

### Bắc Nga

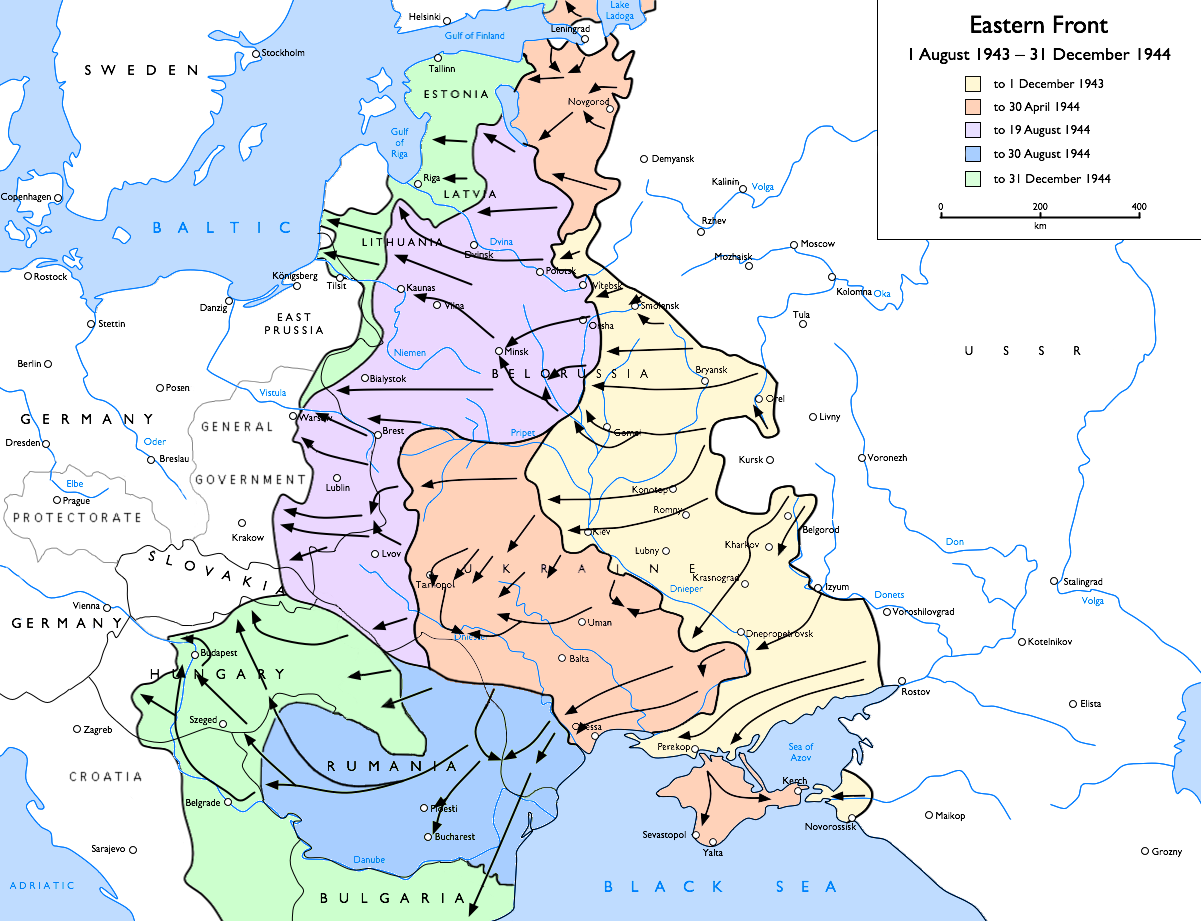
Mặt trận Xô-Đức, tháng 8 năm 1943 - tháng 12 năm 1944.

Sau khi thua trận Orel. Model kéo quân về sông Dnieper. Quân Liên Xô mở cuộc tấn công từ Smolensk ở phía bắc và từ Rostov ở phía nam. Hitler trọng vọng Model, muốn ông được nghỉ ngơi nên ra lệnh ông phải về nghỉ phép tại Dresden. Đây là lần cuối cùng ông mừng lễ giáng sinh với gia đình mình.
Ngày 29 tháng 1 năm 1944, Model được bộ tư lệnh khấn cấp đưa sang chỉ huy Cụm tập đoàn quân Bắc đang gặp khó khăn bao vây Leningrad. Quân Liên Xô gồm các Phương diện quân Volkov, Leningrad và Baltic 2 phá vỡ được vòng vây. Quân Đức đang rơi vào thế thụ động. Hai Quân đoàn của Tập đoàn quân 8 Đức bị đánh tan, trong khi Quân đoàn III SS Panzer đang đánh nhau tại Narva bị mất liên lạc.
Chỉ huy Tập đoàn quân 8 Georg von Küchler đề nghị lui về tuyến phòng thủ chưa hoàn chỉnh tại Estonia. Model bác ngay ý kiến chủ bại này và đặt kế hoạch "Khiên và Kiếm" (Schild und Schwert), lùi một bước chấn chỉnh hàng ngũ rồi lấy đà trở cờ đánh ngược, đẩy lùi quân Liên Xô và cứu nguy các đơn vị bị cô lập trên chiến tuyến. Hitler và OKH lúc này không thể đưa thêm tiếp viện cho mặt trận Xô-Đức nhưng cũng không muốn nhường một tấc đất, nghe Model bàn vậy thì rất hài lòng. Nhiều sử gia cho rằng chính Hitler đặt kế hoạch Schild und Schwert. Một số khác thì cho rằng Model chỉ nói cho ra vẻ anh hùng chứ thực tình chính ông cũng muốn lui về Estonia.
Kế hoạch của Model thất bại. Những bước lui đầu kéo theo những bước lui sau, quân Đức không có cơ hội để trở cờ đánh ngược được. Model phải cho quân rút về tuyến phòng thủ Panther tại Estonia. Ông cho Otto Sponheimer chỉ huy quân đội tại Narva, còn ông thì lo rút dần Tập đoàn quân 8 ra khỏi chỗ chết. Với sự dồng ý của tư lệnh ở Berlin, Model mở một loạt hành quân chiến thuật vừa đánh vừa lui, đồng thời gây tổn thất đáng kể cho quân Xô Viết đang đuổi theo.
Đến tháng 3, Model hoàn thành công tác, rút được toàn bộ đơn vị ra khỏi thế nguy, nhưng chịu thiệt mất khoảng 12.000 lính. Những cuộc phản công từng đợt của Model tuy không giành lại được vùng đất đã mất nhưng làm quân Liên Xô sính vính, tạo cơ hội cho quân Đức kịp hồi phục và chấn chỉnh hàng ngũ. Tin báo về những "chiến thắng" này làm Hitler hài lòng, nhưng trên thực tế, chiến tuyến Xô-Đức đang từ từ di chuyển về phía tây.
Ngày 1 tháng 3 Model được thăng chức thống chế, ông là thống chế trẻ nhất trong quân đội Đức. Model thăng chức nhanh chóng, từ đại úy lên thống chế chỉ trong 6 năm.

### Ukraine và Ba Lan
Hitler tin tưởng khả năng chống giữ kiên trì của Model. Ngày 30 tháng 3 Model được lệnh đến thay Manstein chỉ huy Cụm tập đoàn quân Bắc Ukraine tại Galicia, đơn vị này đang bị Phương diện quân 1 của Zhukov dồn đánh. Hai sĩ quan tham mưu của Manstein là Hermann Balck và Friedrich von Mellenthin thuộc Quân đoàn XLVIII Panzer không đồng ý với chiến thuật phòng thủ của Model. Model liền đưa hết thiết giáp của Quân đoàn XLVIII sang cho Quân đoàn III Panzer, và giáng chức Hermann Balck và Friedrich von Mellenthin xuống chỉ huy 4 sư đoàn lục quân nhỏ ở mặt trận.
Đến giữa tháng 4, quân của Zhukov không tiến thêm được nữa, và chiến lược phòng thủ của Model được chấp nhận là có hiệu quả. Ngày 28 tháng 6 Model được cử đến giải nguy cho Cụm tập đoàn quân Trung tâm đang đối phó với Chiến dịch Bagration của quân Liên Xô tại Belarus. Tập đoàn quân 9 và 4 của Đức bị vây hãm và quân Liên Xô sắp chiếm được Minsk. Model biết tình hình nguy kịch nhưng hy vọng giữ được Minsk. Ông đặt kế hoạch cho Tập đoàn quân 4 phải phá vòng vây và kêu gọi tiếp vận để chống lại quân Nga đang tràn tới. Để thâu ngắn quãng đường tiếp vận và dễ dàng di chuyển quân Đức phải rút lui một bước. Thật ra tình thế quân Đức lúc này đã là vô vọng, Model chẳng làm được gì hơn. Nhưng Hilter không nghe theo kế hoạch này, ra lệnh tướng sĩ Đức phải giữ vững chiến tuyến và phải phá cho được vòng vây. Khi quân Đức bị buộc rút lui thì đã quá trễ.
Phương diện quân 1 và 3 Belarus giải phóng Minsk ngày 3 tháng 7. Quân của Model kéo về cầm cự ở phía tây của thành phố với các sư đoàn còn lại của Cụm tập đoàn quân Bắc và Bắc Ukraine. Nhưng đến ngày 12 tháng 7 thì quân Đức phải rút ra khỏi Vilnius và Baranovichi. Đồng thời, Phương diện quân 1 Ukarine do Ivan Konev chỉ huy hợp cùng Phương diện quân 1 Belarus mở chiến dịch Lvov-Sandomierz tấn công đánh Cụm tập đoàn quân Bắc Ukraine.
Tập đoàn quân 1 Panzer dùng chiến thuật phòng thủ của Model giữ được chiến tuyến phía đông Lvov. Nhưng khi Tập đoàn quân 4 Panzer bị quân Liên Xô dồn đánh tơi bời, trận tuyến của quân Đức bị vỡ và phải bỏ chạy. Model vừa chấn chỉnh quân đội vừa khẩn trương kêu gọi tiếp viện. Hitler tới lúc này mới chịu đưa các sư đoàn xe tăng dự bị ra tiếp ứng và chận được bước tiến của quân Liên Xô bên ngoài thủ đô Warsaw của Ba Lan. Quân Liên Xô cũng dừng lậi nghỉ ngơi và chấn chỉnh đội ngũ. Nhờ vậy mà quân Đức có đủ thời gian chờ tiếp viện, đồng thời càn quét tiêu diệt cuộc nổi dậy của kháng chiến quân Ba Lan tại Warsaw.
Trong năm 1944 Model chỉ huy 3 Cụm tập đoàn quân trên mặt trận Xô-Đức, có lúc chỉ huy hai Cụm tập đoàn quân một lượt (Trung tâm và Bắc Ukraine). Như vậy, ông là thống chế duy nhất trong quân đội Đức Quốc xã từng chỉ huy dường như toàn bộ mặt trận.

### Normandy

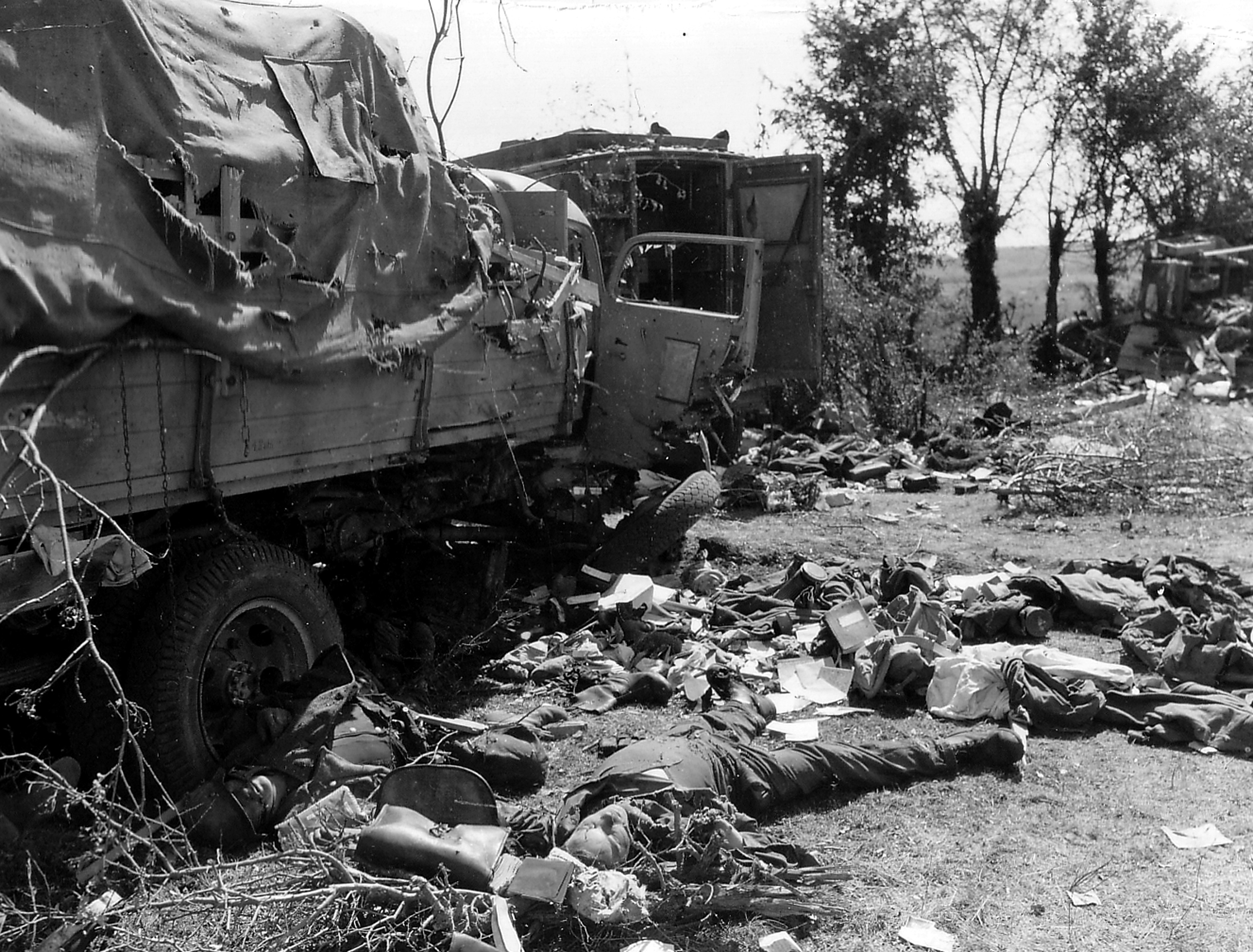
Xác quân Đức bị phục kích tại Falaise.

Ngày 17 tháng 8 nam 1944, Model được Hitler tặng kim cương gắn trên huân chương Thập tự sắt cho chiến công ở mặt trận phía đông. Sau đó ông được cử sang mặt trận phía tây, thay thế von Kluge chỉ huy Cụm tập đoàn quân B và OB West. Lúc này quân Đồng Minh từ Normandy đã tiến quân được rất sâu vào Pháp và tây Âu. Cụm tập đoàn quân B đang bị nguy khốn tại vùng Falaise.
Model vừa nhận chức chỉ huy liền ra lệnh phải cố thủ Falaise. Các sĩ quan tham mưu không mấy đồng ý. Model sau đó đổi ý, gửi thư yêu cầu Hitler lập tức cho rút Cụm tập đoàn quân 7 Đức và Cụm tập đoàn quân Eberback Panzer ra khỏi trận tiền. von Kluge trước đó cũng đã đưa ý kiến như thế nhưng Hitler không nghe. Nhưng khi Model yêu cầu thì Hitler lại đồng ý. Nhờ vậy mà một phần lớn lực lượng quân Đức được rút ra khỏi tây Âu. Tuy nhiên Model cũng phải chịu tổn thất nhiều binh lính và vũ khí cho cuộc rút lui này.
Khi quân Đồng Minh tiến đánh gần đến Paris, Hitler ra lệnh Model phải giữ được thủ đô nước Pháp. Model tuyên bố sẽ giữ được với điều kiện phải gửi cho ông 200.000 lính và vài sư đoàn thiết giáp. Giới phê bình quân sự cho yêu cầu này là ngây thơ  hoặc cố tình làm khó cấp trên. Dĩ nhiên tiếp viện không tới được và Paris lọt vào tay quân Đồng Minh ngày 25 tháng 8. Model kéo quân về phía trong biên giới Đức.
Đầu tháng 9 quân Đồng Minh mở các cuộc oanh tạc liên tiếp gây khó khăn cho các cuộc đi quan sát chiến trường của Model. Ông quyết định trao quyền chỉ huy OB West cho Gerd von Rundstedt để chú tâm chỉ huy Cụm tập đoàn quân B.

### Rút lui về Đức

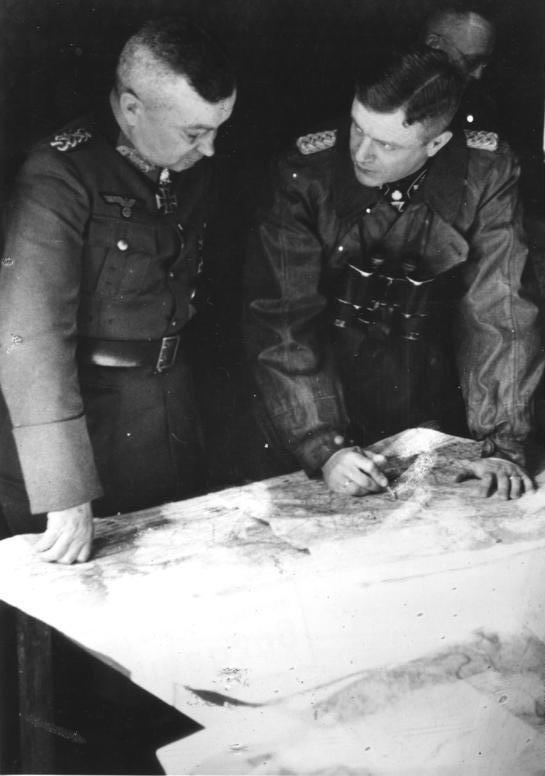
Walther Model (trái) và Trung tướng SS Heinz Harmel

Sau trận Normandy, Model thiết lập căn cứ tư lệnh tại Oosterbeek bên ngoài Arnhem Hà Lan để xây dựng lại đội ngũ của Cụm tập đoàn quân B. Giữa tháng 8, von Kluge tự sát, Model phải chỉ huy OB West trong 18 ngày rồi lại nhường cho von Rundstedt.
Ngày 17 tháng 9 quân Anh mở Chiến dịch Market Garden thả lính dù vào Arnhem. Model tưởng quân địch tấn công để bắt cóc ông ta. Khi ông biết được mục tiêu chiến lược của quân Anh, Model ra lệnh cho Quân đoàn II SS Panzer phản công. Sư đoàn 9 Hohenstaufen SS Panzer ra chận đánh lính dù trong khi Sư đoàn 10 Frundsberg SS Panzer bảo vệ đầu cầu sông Meuse tại Nijmegen.
Model không chỉ lo phòng thủ mà còn nhận định được đây là cơ hội cho quân Đức mở cuộc phản công đủ mạnh để đẩy lui quân Đồng Minh ra khỏi phía nam Hà Lan. Ông cấm không cho phá đầu cầu tại Nijmegen. Tuy đây là sai lầm chiến thuật về sau của Model, trận đánh tại Arnhem chứng minh khả năng chỉ huy tác chiến của Model. Cũng như ở thời kỳ vinh quang của Tập đoàn quân số 9, ông luôn chỉ huy quân đội từ tuyến đầu trong suốt diễn biến của trận chiến. Theo như một tiểu đoàn trưởng hồi tưởng, các thuộc cấp rất sợ Model vì "ông luôn đòi hỏi những bản báo cáo thật chính xác về tình hình, nhân lực sẵn có, số quân bị thương, số quân tham chiến và những thứ tương tự". Trận Arnherm chấm dứt với thất bại nặng nề của Đồng Minh, Sư đoàn 1 Dù của Anh bị tiêu diệt, dập tắt ý định tấn công chiếm sông Rhine của Đồng Minh trước khi hết năm 1944.
Chiến thắng tại Arnhem làm cho Model trở nên tự tin hơn. Trong những tháng cuối năm 1944 ông chận đánh được nhiều đợt tấn công của Cụm tập đoàn quân 12 Hoa Kỳ do tướng Omar Bradley chỉ huy tại rừng Hürtgen và Aachen. Model sử dụng tuyến phòng thủ Siegfried, liên tục cho quân ra chận đánh để gây tổn thất và làm chậm bước tiến của Đồng Minh.
Trong trận rừng Hürtgen quân Hoa Kỳ thiệt mất 33.000 lính và quân Đức mất khoảng 12-16 nghìn lính. Ngày 22 tháng 10 quân Hoa Kỳ chiếm được Aachen nhưng cũng chịu tổn thất nặng nề, đều do Model gây ra.

### Wacht am Rhein

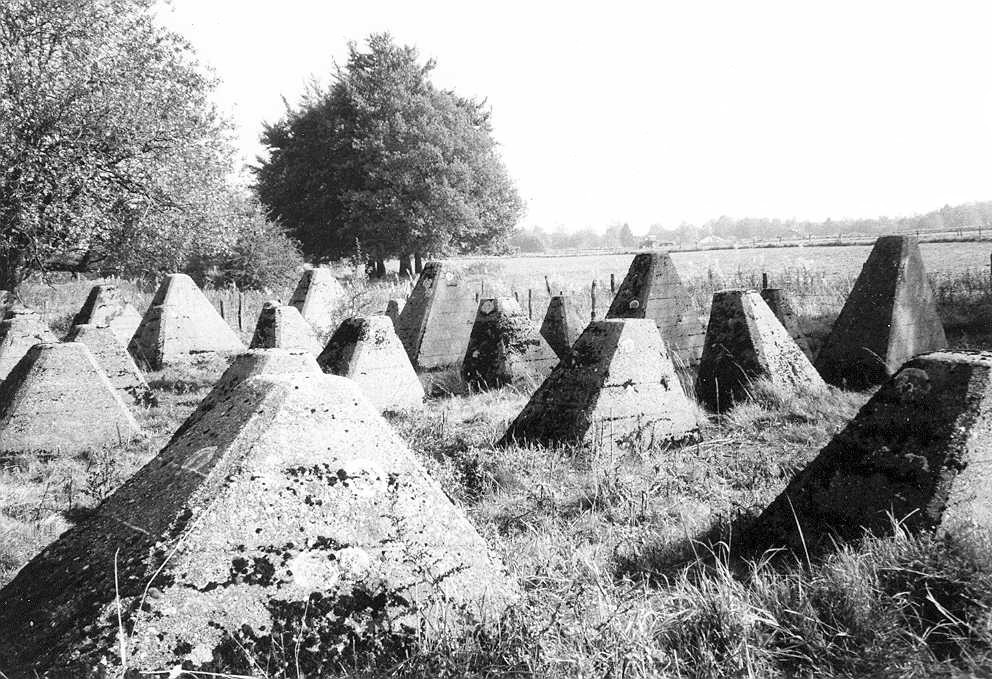
Các ụ chống tăng Răng Rồng gần Aachen, một phần của tuyến phòng thủ Siegfried.

Sau khi đánh bại Chiến dịch Market Garden, Hitler đặt kế hoạch Wacht am Rhein mở cuộc phản công bất ngờ: tạo mũi dùi chọc vào giữa quân đội Đồng Minh, chiếm lại Antwerp, chia đôi lực lượng quân Anh-Hoa Kỳ, vây hãm các đơn vị làm con tin, sau đó đòi quân Đồng Minh ký hòa ước ngưng bắn ở phía tây; để Đức có đủ sức chú tâm đánh Liên Xô ở phía đông.
Model và các tướng lãnh Đức lúc bấy giờ cho kế hoạch này là chuyện không tưởng vì quân lực Đức đã quá kiệt quệ. Tuy nhiên Model và von Rundstedt cũng dư hiểu là chiến lược đánh thủ thế hiện tại chỉ trì hoãn ngày tàn của Đức chứ không bảo vệ được nước Đức.
Model bèn đưa ra kế hoạch Herbstnebel, von Rundstedt cũng đề nghĩ kế hoạch tương tự với mục đích đánh trận nhỏ, giành thắng lợi nhỏ nhưng cơ hội cao để gây thiệt hại lớn cho quân Đồng Minh. Hitler không nghe, buộc hai tướng phải tổ chức hành quân quy mô hơn, lấy cho bằng được Antwerp.
Tư lệnh Đức cho Model chỉ huy Cụm tập đoàn quân 6 SS Panzer, Cụm tập đoàn quân 5 Panzer và Cụm tập đoàn quân 7 Lục quân và một số sư đoàn xe tăng và pháo binh chống tăng, gần như toàn bộ các lực lượng sau cùng của Đức Quốc xã. Tuy lâm vào thế kẹt, Model quyết tâm mở cuộc hành quân và sẵn sàng dập tắt mọi khuynh hướng chủ bại trong đội ngũ. Khi một sĩ quan tham mưu than phiền vì thiếu thốn lực lượng, Model mắng ngay: "Anh cần cái gì thì cứ sang lấy từ bọn Mỹ?".
Model cũng hiểu rõ cơ hội thành công rất mỏng manh. Khi đại tá Friedrich August von der Heydte được lệnh chỉ huy đơn vị nhảy dù nói rằng cuộc thả lính dù chỉ có 10% cơ hội thành công, Model trả lời: "Vậy thì đáng thi hành vì cả chiến dịch cũng chỉ có 10% cơ hội thành công. Phải thi hành thôi, vì chiến dịch này là cơ hội sau cùng để kết thúc chiến tranh một cách tốt đẹp."
Chiến dịch Wacht am Rhein (Phòng vệ sông Rhein – được đặt theo tên một bài hát yêu nước của người Đức vào thế kỷ 19) đạt được vài thắng lợi đầu tiên nhưng sau đó thất bại vì thiếu không lực, quân sĩ thiếu kinh nghiệm chiến trường và quan trọng nhất là thiếu nhiên liệu. Cụm tập đoàn quân 6 SS Panzer gặp phải sức phản kháng mạnh của Đồng Minh. Cụm tập đoàn quân 5 Panzer chọc thủng được phòng tuyến của Đồng Minh nhưng Model không đủ tư thế để mở rộng kẽ hở. Quân Đức không chiếm được đường giao thông tại Bastogne; thời tiết lại quá xấu; địa thế hiểm nghèo; các đoàn xe Đức phải nằm ụ phía sau trận tuyến. Khi hết xăng, chiến dịch phải dừng lại ngày 25 tháng 12 và hủy bỏ ngày 8 tháng 1 năm 1945.

### Thất trận tại Ruhr

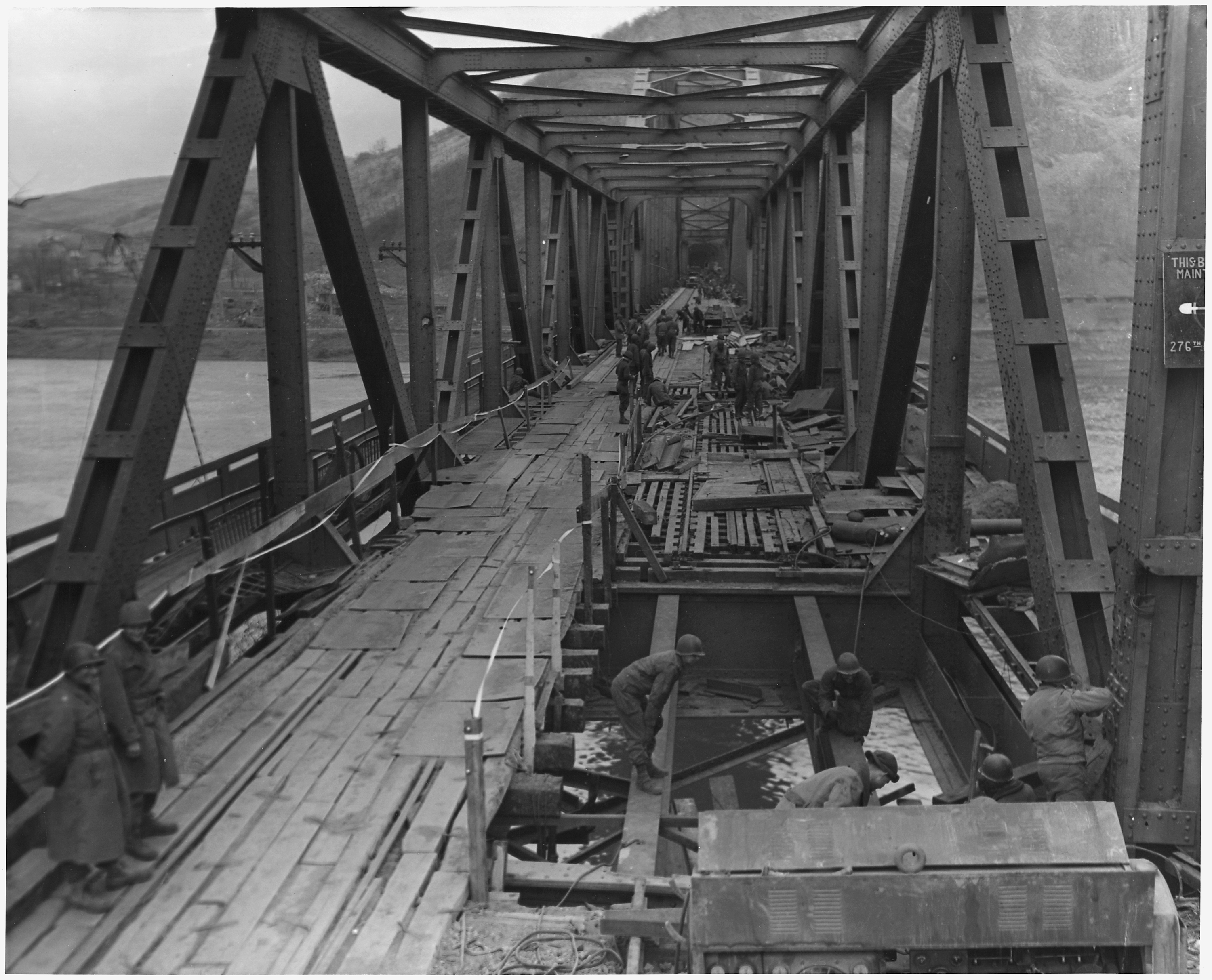
Quân Đồng Minh chiếm cây cầu tại Remagen, bắt đầu ngày tàn của Model.

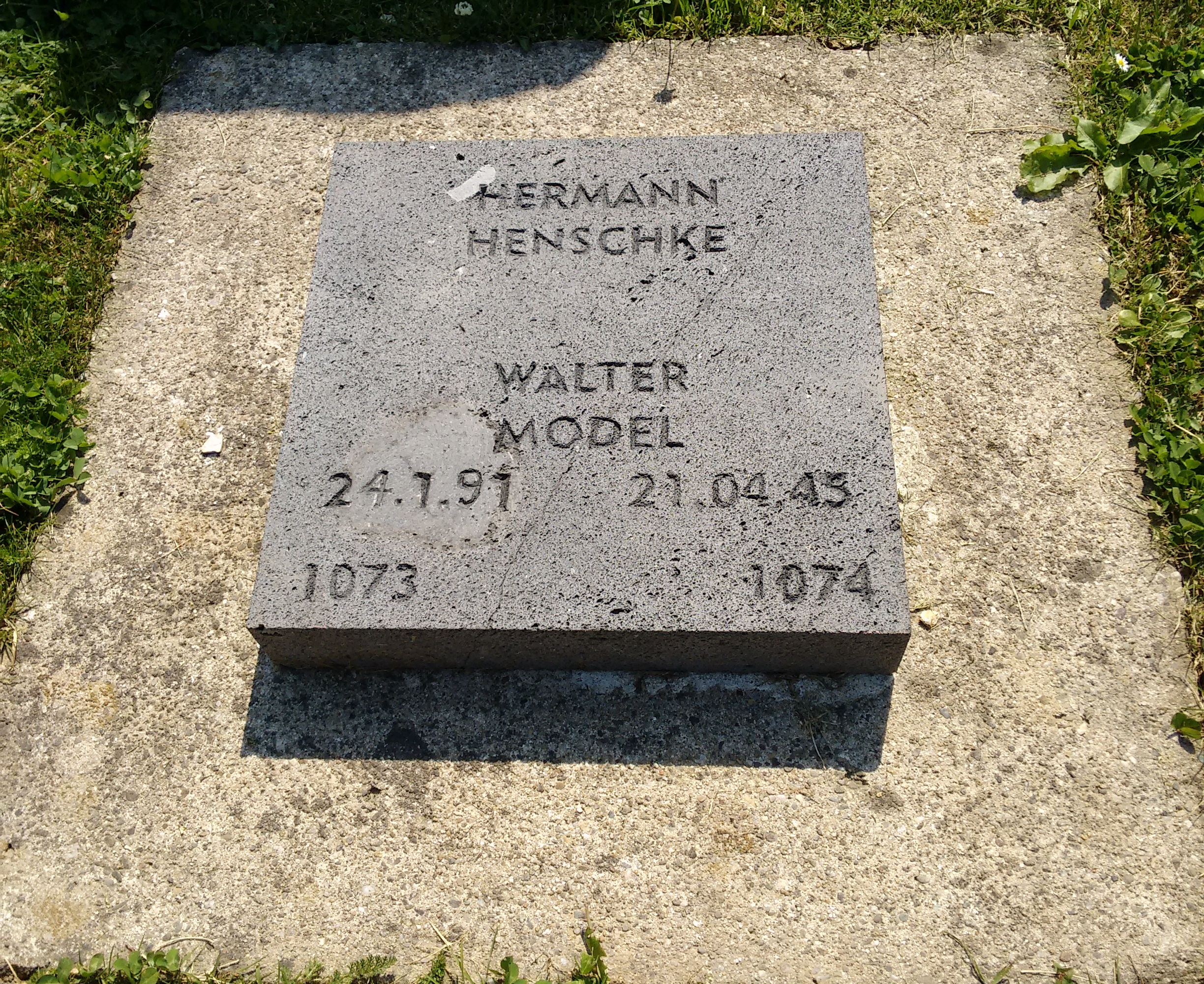
Mộ của Models tại nghĩa trang quân đội Vossenack

Sau thất bại của chiến dịch Wacht am Rhein Model mất tín nhiệm của Hitler và ra lệnh đưa hết các sư đoàn của Cụm tập đoàn quân B về dưới quyền chỉ huy của mình. Hitler cũng ra lệnh cấm không được rút lui về sông Rhine, Cụm tập đoàn quân B phải chiến đấu cho đến cùng, không được bỏ một tấc đất.
Đến tháng 3 năm 1945, Đồng Minh chiếm được cây cầu tại Remagen và Model bị đẩy lui về khu Ruhr. Quân Đức trước đó đã gài chất nổ để phá sập cây cầu này hòng cản bước quân Đồng Minh. Nhưng hai công binh người Ba Lan bị buộc nhập ngũ trong quân Đức làm phản, gỡ ngòi nổ ra.
Ngày 1 tháng 4 Cụm tập đoàn quân B bị vây tại Ruhr. Tương tự như trận Stalingrad, Hitler ra lệnh cố thủ và phải phá hỏng mọi kiến trúc kỹ nghệ trong khu vực để quân Đồng Minh không thể sử dụng. Model quyết định không nghe mệnh lệnh này.
Ngày 15 tháng 4 quân Hoa Kỳ cắt đôi lực lượng quân Đức, trung tướng Matthew Ridgway chỉ huy Quân đoàn XVIII Dù Hoa Kỳ viết thư kêu gọi Model noi theo tướng Robert E. Lee "đầu hàng trong danh dự" để tránh gây thêm tổn thất binh lính. Model không chịu đầu hàng nhưng ra lệnh giải tán đơn vị. Lính trẻ hay già quá được giải ngũ. Còn lại ai muốn đầu hàng cứ việc đầu hàng, ai muốn chiến đấu kiếm đường thoát cứ việc thi hành. Lúc này Cụm tập đoàn quân 5 Panzer đã buông súng và ban tham mưu đã tan rã. Ngày 20 tháng 4 bộ trưởng tuyên truyền Joseph Goebbels tuyên bố Cụm tập đoàn quân B là lũ phản bội.

#### Tự sát
Model quyết định cho lính mình trốn hay đầu hàng, nhưng chính ông thì không thể chọn hai con đường này. Ông nói với sĩ quan tùy viên: "Chúng ta đã làm xong hết mọi chuyện để biện minh cho hành động của chúng ta trong lịch sử chưa? Còn chuyện gì nữa cho vị chỉ huy trưởng trong lúc thất trận? Trong lịch sử xa xưa, họ uống thuốc độc tự tử." Lúc này quân Liên Xô đã kết án Model với tội ác chiến tranh, làm chết 577.000 người trong trại tập trung tại Latvia và đưa 175.000 người đi lao động. Model muốn được chết ngoài trận tuyến nhưng không thành công. Ngày 21 tháng 4 năm 1945, Model rút súng bắn vào đầu tự sát trong một khu rừng (thuộc thành phố Ratingen ngày nay).

#### Sau khi chết
Quân sĩ chôn Model chỗ ông tự sát. Năm 1955, con trai ông là Hans George Model khai quật ngôi mộ và đem hài cốt của ông về chôn cất tại nghĩa trang quân đội Vossenack. Hans George Model cũng từng là lính Đức trong những năm 1944-1945. Ông tiếp tục tại ngũ và sau này lên đến chức trung tướng lữ đoàn trưởng.

## Chức vụ chỉ huy
| Tiền nhiệm          | Chỉ huy                                                               | Kế nhiệm             |
| ------------------- | --------------------------------------------------------------------- | -------------------- |
| Horst Stumpff       | Sư đoàn 3 Thiết giáp 13 tháng 11 năm 1940 – 2 tháng 10 năm 1941       | Hermann Breith       |
| Heinrich Clößner    | Tập đoàn quân 2 Thiết giáp 6 tháng 8 năm 1943 – 14 tháng 8 năm 1943   | Lothar Rendulic      |
| Georg von Küchler   | Cụm tập đoàn quân Bắc 9 tháng 1 năm 1944 – 31 tháng 3 năm 1944        | Georg Lindemann      |
| Günther Blumentritt | Cụm tập đoàn quân Trung tâm 28 tháng 6 năm 1944 – 16 tháng 8 năm 1944 | Georg Hans Reinhardt |
| Günther von Kluge   | OB West 16 tháng 8 năm 1944 – 3 tháng 9 năm 1944                      | Gerd von Rundstedt   |
| Günther von Kluge   | Cụm tập đoàn quân B 17 tháng 8 năm 1944 – 21 tháng 4 năm 1945         | không có             |